# San Giorgio in Velabro (diaconia)
La diaconia di San Giorgio in Velabro (in latino: Diaconia Sancti Georgi in Velabro) fu eretta da papa Gregorio I intorno al 590, nell'antico Foro Boario, nella IX regione di Roma (Augustea). La basilica su cui insiste la diaconia, risalente al VII secolo, fu costruita sulle rovine di un oratorio del V o VI secolo. Secondo il Liber Pontificalis, papa Zaccaria donò a questa diaconia la testa di San Giorgio.

## Titolari
- Raniero (1026 - ?)[1]
- Licinio Savelli (?-1088 ca)[2]
- Bobone (1099 - 1107)
- Roscemanno (1112 - ?)
- Odone Fattiboni (1130 - 1162)[3]
- Raniero da Pavia (1175 - 1181)

...
- Romano Bobone (1188 - 1190)
- Gregorio Carelli (settembre 1190 - 30 maggio 1211)[4]
- Bertrando Savelli (18 febbraio 1212 - luglio 1216 deceduto)
- Vacante (1216 - 1219)
- Pietro Capuano, nipote ed omonimo di Pietro Capuano, (aprile/ottobre 1219 - dopo il 26 febbraio 1236 deceduto)[5]
- Pietro Capocci (28 maggio 1244 - 19 maggio 1259 deceduto)
- Vacante (1259 - 1261)
- Goffredo da Alatri (17 dicembre 1261 - 1287 deceduto)
- Pietro Peregrosso (16 maggio 1288 - 1289 nominato cardinale presbitero di San Marco)
- Vacante (1289 - 1295)
- Giacomo Caetani Stefaneschi (17 dicembre 1295 - 23 giugno 1341 deceduto)
- Vacante (1341 - 1350)
- Jean de Caraman (17 dicembre 1350 - 1º agosto 1361 deceduto)
- Guillaume Bragosse (17 settembre 1361 - 6 dicembre 1362 nominato cardinale presbitero di San Lorenzo in Lucina)
- Vacante (1362 - 1371)
- Giacomo Orsini (30 maggio 1371 - 13 agosto 1379 deceduto)
- Vacante (1379 - 1381)
- Pietro Tomacelli (21 dicembre 1381 - 1385 nominato cardinale presbitero di Sant'Anastasia poi eletto papa Bonifacio IX)
- Pietro di Lussemburgo (15 aprile 1385 - 2 luglio 1387 deceduto), pseudocardinale dell'antipapa Clemente VII
- Galeotto Tarlati di Petramala (5 maggio 1388 - 1400 deceduto)
- Vacante (1400 - 1404)
  - Miguel de Zalba (9 maggio 1404 - 24 agosto 1406 deceduto), pseudocardinale dell'antipapa Benedetto XIII
  - Carlos Jordán de Urriés y Pérez Salanova (22 settembre 1408 - 1º agosto 1418 confermato cardinale), pseudocardinale dell'antipapa Benedetto XIII
- Oddone Colonna (12 giugno 1406 - 11 novembre 1417 eletto papa Martino V)
- Carlos Jordán de Urriés y Pérez Salanova (1º agosto 1418 - 8 ottobre 1420 deceduto)
- Vacante (1420 - 1430)
- Prospero Colonna (8 novembre 1430 - 24 marzo 1463 deceduto)
- Vacante (1463 - 1477)
- Raffaele Sansoni Galeotti Riario (12 dicembre 1477 - 5 maggio 1480 nominato cardinale diacono di San Lorenzo in Damaso)
- Vacante (1480 - 1517)
- Franciotto Orsini (6 luglio 1517 - 1519 nominato cardinale diacono di Santa Maria in Cosmedin)
- Vacante (1519 - 1528)
- Girolamo Grimaldi (27 aprile 1528 - 27 novembre 1543 deceduto)
- Girolamo Recanati Capodiferro (9 gennaio 1545 - 1º dicembre 1559 deceduto)
- Giovanni Antonio Serbelloni, titolo pro illa vice (14 febbraio 1560 - 12 aprile 1570 nominato cardinale presbitero di San Pietro in Vincoli)
- Markus Sittic von Hohenems titolo pro illa vice (12 aprile 1570 - 3 ottobre 1577 nominato cardinale presbitero di Santa Maria degli Angeli)
- Giovanni Vincenzo Gonzaga, O.S.Io.Hier. (21 novembre 1578 - 19 dicembre 1583 nominato cardinale diacono di Santa Maria in Cosmedin)
- Francesco Sforza (6 gennaio 1584 - 29 luglio 1585 nominato cardinale diacono di San Nicola in Carcere)
- Vacante (1585 - 1587)
- Benedetto Giustiniani (14 gennaio 1587 - 11 settembre 1587 nominato cardinale diacono di Sant'Agata alla Suburra)
- Vacante (1587 - 1591)
- Ottavio Acquaviva d'Aragona (5 aprile 1591 - 15 marzo 1593 nominato cardinale presbitero di Santa Maria del Popolo)
- Cinzio Passeri Aldobrandini (11 ottobre 1593 - 1º giugno 1605 nominato cardinale presbitero di San Pietro in Vincoli)
- Orazio Maffei titolo pro illa vice (9 ottobre 1606 - 7 febbraio 1607 nominato cardinale presbitero dei Santi Marcellino e Pietro)
- Vacante (1607 - 1611)
- Giacomo Serra (12 settembre 1611 - 28 settembre 1615 nominato cardinale presbitero di Santa Maria della Pace)
- Vacante (1615 - 1624)
- Pietro Maria Borghese (13 novembre 1624 - 24 agosto 1626 nominato cardinale diacono di Santa Maria in Cosmedin)
- Vacante (1626 - 1643)
- Giovanni Stefano Donghi (31 agosto 1643 - 14 maggio 1655 nominato cardinale diacono di Sant'Agata alla Suburra)
- Paolo Emilio Rondinini (14 maggio 1655 - 6 marzo 1656 nominato cardinale diacono di Santa Maria in Cosmedin)
- Giovan Carlo de' Medici (6 marzo 1656 - 23 gennaio 1663 deceduto)
- Angelo Celsi (11 febbraio 1664 - 14 maggio 1668 nominato cardinale diacono di Sant'Angelo in Pescheria)
- Paolo Savelli (14 gennaio 1669 - 14 maggio 1670 nominato cardinale diacono di San Nicola in Carcere)
- Sigismondo Chigi (19 maggio 1670 - 30 aprile 1678 deceduto)
- Paolo Savelli (30 aprile 1678 - 15 novembre 1683 nominato cardinale diacono di Santa Maria in Cosmedin) (per la seconda volta)
- Vacante (1683 - 1686)
- Fulvio Astalli (30 settembre 1686 - 17 maggio 1688 nominato cardinale diacono di Santa Maria in Cosmedin)
- Gasparo Cavalieri (17 maggio 1688 - 28 novembre 1689 nominato cardinale diacono di Sant'Angelo in Pescheria)
- Giuseppe Renato Imperiali (10 aprile 1690 - 9 dicembre 1726); titolo pro illa vice (9 dicembre 1726 - 17 novembre 1732 nominato cardinale presbitero di San Lorenzo in Lucina)
- Agapito Mosca (17 novembre 1732 - 11 marzo 1743 nominato cardinale diacono di Sant'Agata alla Suburra)
- Prospero Colonna di Sciarra (23 settembre 1743 - 16 febbraio 1756 nominato cardinale diacono di Santa Maria ad Martyres)
- Vacante (1756 - 1759)
- Nicola Perrelli (19 novembre 1759 - 24 febbraio 1772 deceduto)
- Antonio Casali (19 aprile 1773 - 17 febbraio 1777 nominato cardinale diacono di Santa Maria ad Martyres)
- Romoaldo Guidi (20 luglio 1778 - 23 aprile 1780 deceduto)
- Vincenzo Maria Altieri (2 aprile 1781 - 23 aprile 1787 nominato cardinale diacono di Sant'Angelo in Pescheria)
- Vacante (1787 - 1794)
- Giovanni Rinuccini (12 settembre 1794 - 28 dicembre 1801 deceduto)
- Vacante (1801 - 1823)
- Tommaso Riario Sforza (16 maggio 1823 - 17 novembre 1823 nominato cardinale diacono di Santa Maria in Domnica)
- Vacante (1823 - 1838)
- Giuseppe Ugolini (15 febbraio 1838 - 13 settembre 1838 nominato cardinale diacono di Sant'Adriano al Foro)
- Vacante (1838 - 1856)
- Francesco de' Medici di Ottajano (19 giugno 1856 - 11 ottobre 1857 deceduto)
- Vacante (1857 - 1866)
- Antonio Matteucci (25 giugno 1866 - 9 luglio 1866 deceduto)
- Vacante (1866 - 1874)
- Tommaso Maria Martinelli, O.E.S.A. (16 gennaio 1874 - 17 settembre 1875 nominato cardinale presbitero di Santa Prisca)
- Vacante (1875 - 1879)
- John Henry Newman (15 maggio 1879 - 11 agosto 1890 deceduto)
- Vacante (1890 - 1914)
- Francis Aidan Gasquet, O.S.B. (28 maggio 1914 - 6 dicembre 1915 nominato cardinale diacono di Santa Maria in Portico)
- Vacante (1915 - 1923)
- Luigi Sincero (25 maggio 1923 - 17 dicembre 1928); titolo pro illa vice (17 dicembre 1928 - 13 marzo 1933 nominato cardinale vescovo di Palestrina)
- Giovanni Mercati (18 giugno 1936 - 23 agosto 1957 deceduto)
- André-Damien-Ferdinand Jullien (18 dicembre 1958 - 11 gennaio 1964 deceduto)
- Vacante (1964 - 1967)
- Benno Walter Gut, O.S.B. (29 giugno 1967 - 8 dicembre 1970 deceduto)
- Sergio Pignedoli (5 marzo 1973 - 15 giugno 1980 deceduto)
- Vacante (1980 - 1985)
- Alfons Maria Stickler, S.D.B. (25 maggio 1985 - 29 gennaio 1996); titolo pro illa vice (29 gennaio 1996 - 12 dicembre 2007 deceduto)
- Gianfranco Ravasi (20 novembre 2010 - 3 maggio 2021); titolo pro hac vice dal 3 maggio 2021